# Seznam turških šahistov
Seznam turških šahistov.

## A
- Suat Atalık

## C
- Emre Can

## E
- Barış Esen

## H
- Kıvanç Haznedaroğlu

## I
- Khayala Isgandarova

## O
- Kübra Öztürk

## T
- Zehra Topel

## Y
- Betül Cemre Yıldız
- Mustafa Yılmaz